# Józef Pietrzykowski (artysta)
Józef Pietrzykowski (ur. 20 lipca 1841 w Lublińcu, zm. 1933 w Bytomiu) – architekt, artysta rzeźbiarz, fotograf, działacz narodowy, powstaniec narodowy z 1863 r. i z I powstania śląskiego.

## Rodzina
Jego ojciec był mistrzem stolarskim pochodzącym z Warszawy, który remontował drewniany kościół w Lublińcu zbudowany na planie krzyża. W 1841 r. w Lublińcu jego rodzice otrzymali pruskie obywatelstwo oraz patent mieszczaństwa lublinieckiego.

## Życiorys
Urodził się w 1841 r. w Lublińcu. Ukończył szkołę ludową, a następnie uczył się zawodu budowniczego w przedsiębiorstwach ojca – najpierw w Lublińcu, a po przeprowadzce rodziny w Częstochowie. W 1861 r. Pietrzykowski podjął studia rzeźbiarskie w Paryżu.
W 1885 roku zamieszkał w Bytomiu, gdzie był aktywnym działaczem społecznym. Był współzałożycielem Towarzystwa Górnośląskich Przemysłowców, Towarzystwo Śpiewu „Jedność” oraz wraz z Józefem Tucholskm 25 września 1895 roku pierwszego na Górnym Śląsku gniazda Polskiego Towarzystwa Gimnastycznego „Sokół” na Śląsku.
Po 1910 roku podjął pracę w wydawnictwie „Katolika” i był powiernikiem jej rady nadzorczej. W czasie I powstania na Śląsku 18 sierpnia 1919 wraz z synem Kazimierzem oraz wnukiem Stefanem wziął udział w szturmie na koszary Grenzschutzu w Bytomiu.